# Trabéculas cárneas

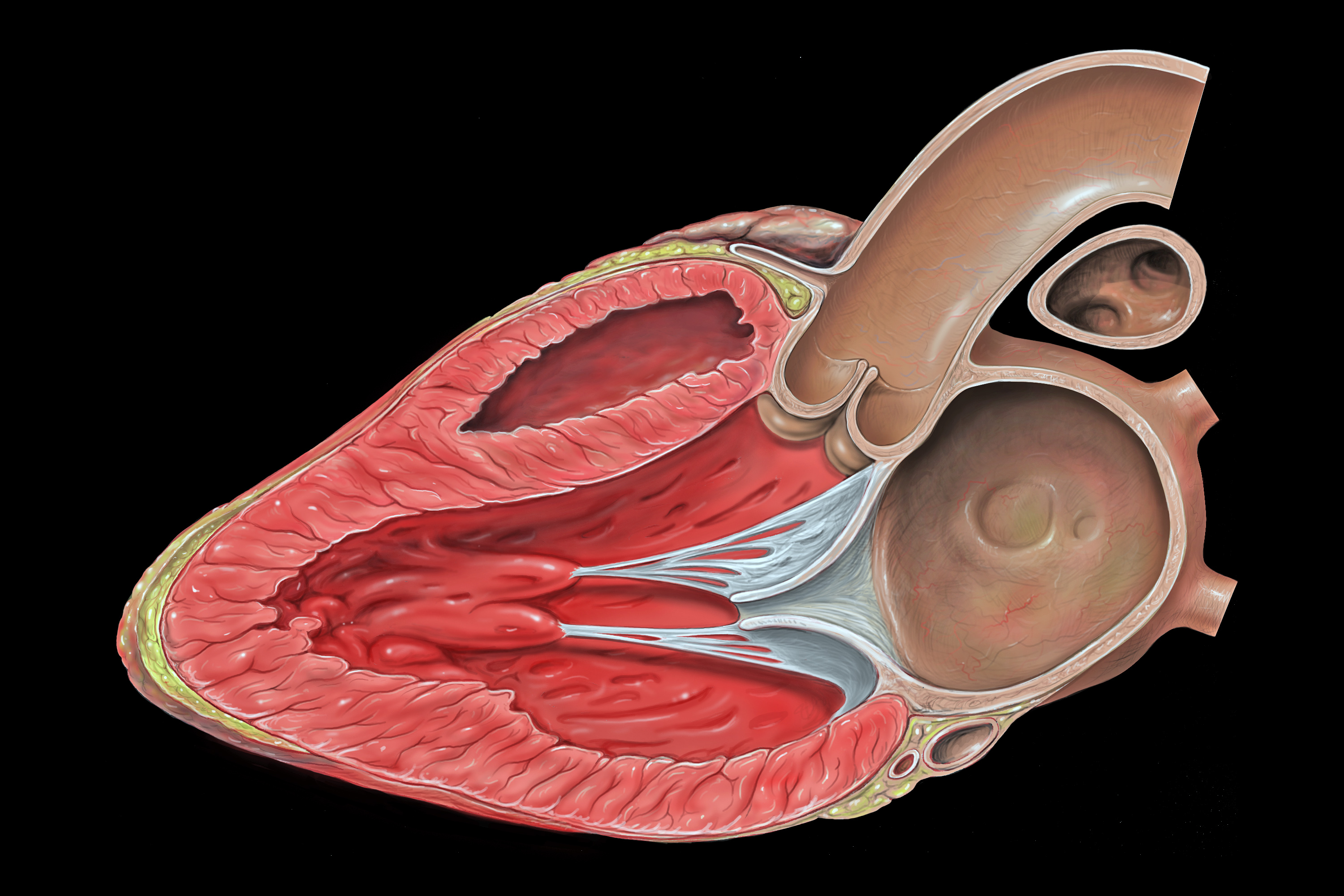
A perspectiva ecocardiográfica em eixo longo paraesternal à esquerda (LPLA) proporciona uma visão detalhada da anatomia cardíaca humana em seu estado normal

As trabéculas cárneas são colunas musculares arredondadas ou irregulares que se projetam da superfície interior dos ventrículos direito e esquerdo do coração.